# (391211) 2006 HZ51
(391211) 2006 HZ51 – mała planetoida z grupy Amora. Asteroida ta krąży w średniej odległości 1,88 j.a. wokół Słońca. Została odkryta 27 kwietnia 2006 roku w programie Catalina Sky Survey przez E. C. Beshore’a. Nazwa tej asteroidy jest oznaczeniem tymczasowym.

## Orbita
Orbita planetoidy (391211) 2006 HZ51 jest nachylona pod kątem 12,41˚ do ekliptyki, a jej mimośród wynosi 0,4494. Peryhelium orbity znajduje się 1,04 j.a, a aphelium 2,75 j.a od Słońca. Na jeden obieg Słońca asteroida ta potrzebuje 2 lat i 223 dni.